# アルバロ・オドリオソラ
アルバーロ・オドリオソラ・アルサリュス（Alvaro Odriozola Arzallus, 1995年12月14日 - ）は、スペイン・バスク州ギプスコア県サン・セバスティアン出身のサッカー選手。レアル・ソシエダ所属。ポジションはDF。

## クラブ経歴
1995年12月にサン・セバスティアンで誕生。地元のレアル・ソシエダの下部組織に加入し、2017年1月にトップチームにデビューした後は、瞬く間に主力に定着し、スペイン期待の若手の一人と将来を嘱望され、レアル・マドリードやバルセロナなどの強豪クラブからの興味が報じられようになる。
2018年7月5日、レアル・マドリードはレアル・ソシエダとオドリオソラの移籍で合意に達したことを発表した。契約期間は6年間でソシエダとの契約解除金は4000万ユーロ（約57億）に設定されていたが、両クラブ間の交渉により移籍金3000万ユーロ＋インセンティブ500万ユーロ（総額45億）と報じられている。なお、レアル・マドリードの監督はオドリオソラをスペイン代表デビューさせた恩師のフレン・ロペテギである。同シーズンはダニ・カルバハルの怪我もあり右サイドバックでコンスタントに出場機会を得るも、4月に鎖骨を骨折して離脱した。結局このシーズンは22試合に出場した。
2020年1月22日、FCバイエルン・ミュンヘンは、2019-20シーズン終了までの期限付きでオドリオソラを獲得したことを発表した。しかし、レンタル先でも不調に喘ぎ、リーグ戦5試合の出場にとどまり、9月3日にレアル復帰が発表された。
2021年8月28日、セリエAのACFフィオレンティーナへ1シーズンのレンタル移籍が決まった。
2023年9月1日、6年契約で古巣のレアル・ソシエダに復帰することが発表された。

## 代表経歴
デビューから間もなく2017年3月にスペインU-21代表に初召集され、同年6月のUEFA U-21欧州選手権2017の登録メンバー入りして、準優勝に貢献した。
同年10月6月、2018 FIFAワールドカップ・ヨーロッパ予選のアルバニア代表戦でA代表デビューを果たすと、アシストしてワールドカップの出場確定に貢献した。2018年6月の2018 FIFAワールドカップの登録メンバーに入ったが控えに留まり、出場機会はなかった。

## 代表歴

### 出場大会
- U-21スペイン代表
  - 2017年 - UEFA U-21欧州選手権2017（準優勝）
- スペイン代表
  - 2018年 - 2018 FIFAワールドカップ（ベスト16）

### 試合数
- 国際Aマッチ 4試合 1得点 (2017年-2018年)[10]

| スペイン代表 | 国際Aマッチ | 国際Aマッチ |
| 年           | 出場        | 得点        |
| ------------ | ----------- | ----------- |
| 2017         | 2           | 0           |
| 2018         | 2           | 1           |
| 通算         | 4           | 1           |

### 得点
| #  | 開催年月日   | 開催地                                     | 対戦国 | スコア | 結果 | 試合概要    |
| -- | ------------ | ------------------------------------------ | ------ | ------ | ---- | ----------- |
| 1. | 2018年6月4日 | バレンシア、エスタディオ・デ・ラ・セラミカ | スイス | 0-1    | 1-1  | 国際Aマッチ |

## タイトル

### クラブ
レアル・マドリード
- プリメーラ・ディビシオン：1回 (2019-20)
- スーペルコパ・デ・エスパーニャ：1回 (2019)
- FIFAクラブワールドカップ：2回 (2018 2022)

バイエルン・ミュンヘン
- UEFAチャンピオンズリーグ：1回 (2019-20)
- ブンデスリーガ：1回 (2019-20)
- DFBポカール：1回 (2019-20)